# Transport publiczny w Wellingtonie
Transport w Wellingtonie – obejmuje aglomerację Wellington, tj. miasta: Wellington, Lower Hutt, Upper Hutt, Porirua, Kapiti oraz Wairarapa, które tworzą tzw. Wielki Wellington.

## System transportu

### Administracja
System transportu w Wellingtonie obejmuje: autobusy, trolejbusy, pociągi, promy oraz kolejkę elektryczną (Wellington Cable Car). W I i II poł. XX wieku w stolicy kursowały również tramwaje. Serwis transportowy należy formalnie do władz miejskich, niemniej jest nierzadko subwencjonowany. Organem odpowiedzialnym za transport w Wellingtonie jest Greater Wellington Regional Council, który płaci ok. 45 milionów dolarów nowozelandzkich rocznie w ramach zapomogi na utrzymanie systemu transportowego. Regionalne linie transportowe znane są mieszkańcom aglomeracji Wellington pod nazwą Metlink.

### Użytkowanie

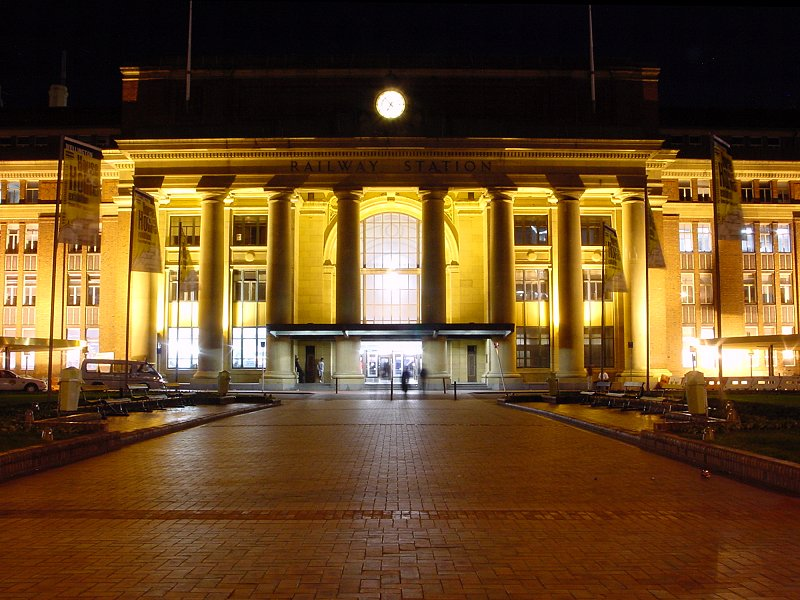
Wellington Railway Station

Jak wynika z badań przeprowadzonych przez Regional Council, komunikacją miejską w Wellingtonie odbywa się rocznie ok. 35 milionów przejazdów (przez zaledwie cztery miliony ludzi w całym kraju, w tym ok. 400 tys. w aglomeracji Wellington) oraz liczba ta wzrasta na przestrzeni ostatnich lat. Wynik ten daje aglomeracji Wellington najwyższe miejsce w kraju w tej dziedzinie.
Spośród 35 milionów przejazdów z badań Regional Council wynika, że:
- 23 miliony są realizowane za pośrednictwem komunikacji autobusowej
- 11 milionów jest realizowanych za pośrednictwem pociągów
- ok. 1 milion jest realizowanych za pośrednictwem kolejki elektrycznej (ang. Wellington Cable Car)
- 150 tys. jest realizowanych za pośrednictwem promów, przy czym promy mają największą tendencję zwyżkową, jeśli chodzi o użytkowanie spośród wszystkich środków transportu w tym regionie (w ciągu ostatnich kilku lat).

### Zasoby
Według raportu Regional Council z 2006 r., Wellington posiada:
- 147 wagonów kolejki elektrycznej oraz 49 stacji
- 470 autobusów (razem z trolejbusami), 2800 przystanków autobusowych, 108 tras.

Szacuje się, że 90% populacji aglomeracji Wellington podróżuje codziennie przynajmniej 500 m komunikacją miejską.
Górzysty teren, na którym położone jest miasto, wywarło widoczny efekt na jego komunikacji miejskiej. Spora grupa architektów twierdzi, że Wellington jest przyjaznym miejscem dla komunikacji miejskiej, ze swoimi „korytarzami” między pagórkami i cieśninami przedzielonymi stromymi wzgórzami na obrzeżach miasta. Jednak z drugiej strony górzysty, pofalowany geologicznie teren sprawiał problemy przy budowie np. szyn kolejowych. Ponadto autobusy często mają problemy na zakrętach, gdyż ulice w Wellingtonie są dość wąskie i krótkie.

## Transport drogowy

### Autobusy
Wellington posiada okazałą sieć linii autobusowych. Linie są administrowane przez Regional Council, który zabiega o odpowiednie opłaty od prywatnych operatorów uprawnionych do posiadania własnych autobusów. Największy operator to NZ Bus obsługujący przeważającą część miasta (w Wellingtonie firma używa na autobusach znaku GOWellington, w obrębie Hutt Vailey znaku Valley Flyer, zaś w innych częściach aglomeracji Wellington marki Runciman Motors). W Porirua i na Kapiti przewozami autobusowymi zajmuje się firma Mana Coach Services (której własnością jest marka Newlands Coach Services obsługująca przedmieścia Wellington – dzielnice: Newlands, Johnsonville, Churton Park, Paparangi i Grenada North). Większość autobusów napędzanych jest olejem napędowym.

### Trolejbusy

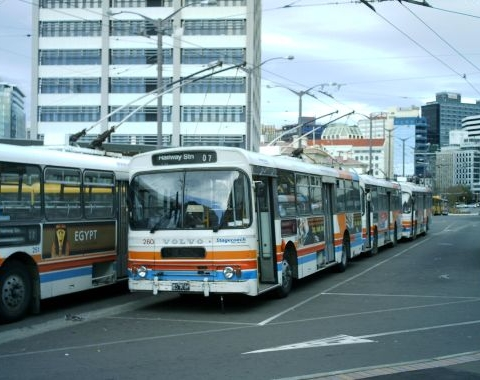
Trolejbusy w Wellingtonie

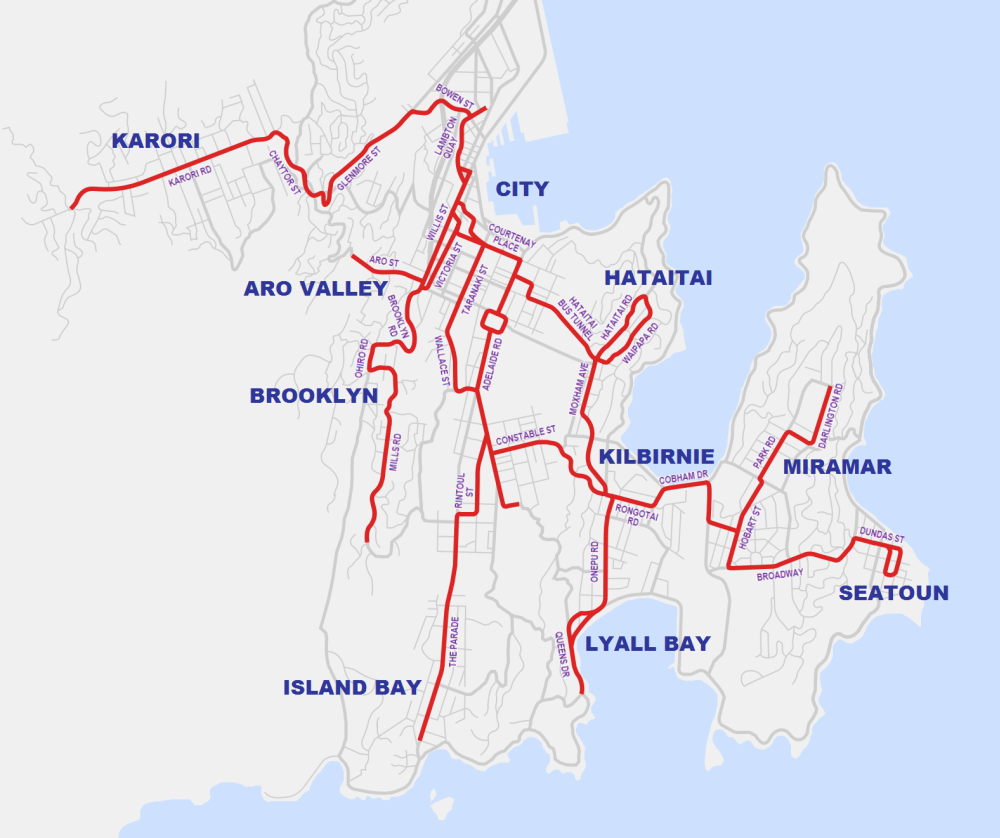
Mapa linii trolejbusowych

Linia trolejbusowa w Wellingtonie jest jedyną nadal sprawną linią na terenie Oceanii. Funkcjonuje od 1945 r.
Trolejbusy są integralną partią systemu transportowego miasta Wellington. Sieć trolejbusów jest zarządzana przez GOWellington, jedną z marek korporacji NZ Bus, będącą częścią sieci transportu w Wellingtonie, zwanej Metlink. W użyciu znajduje się 60 trolejbusów.

#### Historia
Pierwsza linia trolejbusowa została otwarta w 1924 roku i była aktywna w latach 1924–1932. Kursowała między Thorndon a Kaiwharawhara. Taki sposób transportu został zastosowany z powodu przebudowy sieci tramwajowej (z powodu zalania torów tramwajowych przez panujące na początku lat 20. ulewy). Trolejbusy po 1932 roku zostały zastąpione przez autobusy napędzane olejem napędowym.
Po raz drugi trolejbusy zostały wprowadzone w 1945 roku, tym razem w wersji bardziej rozbudowanej (wtedy władze miasta po raz pierwszy zdecydowały o zastąpieniu tramwajów trolejbusami). Trolejbusy były preferowane przez ludność i wywyższane nad tramwaje z powodu swojej wysokiej manewrowości (co ujawniało się przede wszystkim na zakrętach) i wysokiego standardu (jeśli chodzi o komfort jazdy). Wybierano je również częściej niż autobusy napędzane benzyną lub olejem napędowym z powodu mniejszych problemów z wjeżdżaniem na strome stoki, gdyż z powodu nietypowej rzeźby terenu w Wellingtonie wiele ulic jest stromych (np. Lambton Quay).
W okresie swojej największej świetności całkowita długość tras pokonywanych przez trolejbusy wynosiła ok. 50 km. Linia trolejbusowa kończyła się na peryferiach miasta (dzielnice: Oriental Bay, Northland i Wadestown), zaś linie w centrum miasta były dużo bardziej rozbudowane niż obecnie. Miasto w pewnym momencie posiadało 119 trolejbusów następujących firm:
- Crossley;
- British United Traction;
- Volvo (modele B10M i B58).

Przez długie lata system trolejbusów był zagrożony zamknięciem, przede wszystkim ze względu na koszty gruntów, które trzeba było przeznaczyć pod linie trolejbusowe. Okres popularyzacji środków transportu przyjaznych środowisku przyrodniczemu spowodował, że trolejbusy zdawały się na nowo wracać do łask. W 2007 roku władze miasta poinformowały o zakupieniu partii trolejbusów nowej generacji. Nowe pojazdy zostały zbudowane przez firmę Designline w Ashburton. Trolejbusy te posiadały więcej miejsc siedzących oraz więcej przestrzeni dla stojących pasażerów. Pojazdy zaczęły funkcjonować w ostatnim kwartale 2007 roku.
Ostatnim dniem kursowania trolejbusów w Wellingtonie był 31 października 2017.

### Linie
1. Wellington Railway Station-Island Bay.
2. Wellington Railway Station-Miramar.
3. Karori Park-Lyall Bay.
4. Wellington Railway Station-Hataitai.
5. Wellington Railway Station-Lyall Bay.
6. Wellington Railway Station-Kingston.
7. Wellington Railway Station-Aro St.
8. Wellington Railway Station-Newtown Park Zoo.
9. Wellington Railway Station-Seatoun.

## Transport szynowy

Mapa linii i stacji kolejowych w Wellingtonie i okolicach

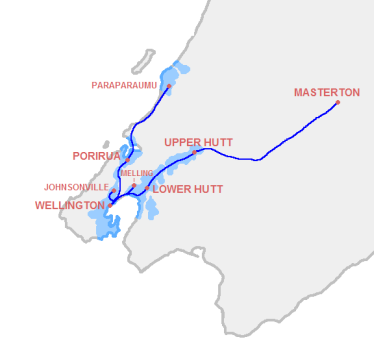
Mapa kolei w regionie Wellington

### Kolej
Wellington i Auckland to jedyne miasta w Nowej Zelandii, które posiadają własny system kolei łączący centrum z przedmieściami miasta. System kolejowy używany jest przede wszystkim przez ludzi pracujących w centrum miasta, zaś mieszkających na przedmieściach lub poza jego granicami. Wszystkie linie kolejowe zbiegają się na stacji Wellington (ang. Wellington Railway Station).
W mieście znajdują się dwie główne linie kolejowe oraz kilka mniejszych, obsługujących przedmieścia miasta. Pierwsza z głównych linii biegnie wzdłuż zachodniego wybrzeża, przejeżdża przez miasto Porirua i dociera do miasta Paraparaumu na Półwyspie Kapiti. Druga linia biegnie początkowo wzdłuż Portu morskiego Wellington, następnie przemierza Hutt Valley (rozległa nizina, na której położone są m.in. miasta Lower Hutt i Upper Hutt oraz biegnie tamtędy rzeka Hutt). Linia kończy swój bieg na przedmieściach miasta Masterton. Ponadto ważne linie to: Johnsonville Line kończąca swój bieg na północy Wellington i Melling Line docierająca do zachodnich przedmieść miasta Lower Hutt. Dwie główne linie (prowadząca do Paraparaumu i Masterton) odbywają swój bieg na tzw. podwójnych torach (ang. Double track), tj. w każdą ze stron funkcjonuje jeden tor, podczas gdy pozostałe linie biegną po torach pojedynczych, tj. ruch w każdą ze stron odbywa się po tym samym torze.
Wellington połączony jest za pośrednictwem pasażerskiej kolei dalekobieżnej z miastem Palmerston North (pociąg zwany Capital Connection, pol. Stołeczna Linia) oraz z Auckland (pociąg The Overlander). Mimo że połączenia te zaczynają się w Wellingtonie i w stolicy znajduje się centrala obsługująca te linie, nie są one częścią stołecznego systemu transportowego.
Większość pociągów jest elektrycznych (wyjątkiem jest pociąg kursujący w kierunku Masterton, zasilany ropą naftową). Wellington jest jedynym miastem w Nowej Zelandii posiadającym elektryczne pociągi pasażerskie. Sieć kolejowa składa się z 50 stacji rozlokowanych na 7 liniach. Najbardziej uczęszczana przez pasażerów stacja to stacja Wellington. Następnie na liście najbardziej zajętych stacji należą Porirua, Waterloo i Johnsonville. Większość stacji kolejowych obsługiwanych jest jedynie przez jedną linię.
Pociągi pasażerskie operowane są przez firmę Tranz Metro, filię korporacji Toll Rail. Infrastruktura oraz większość nieruchomości (dworce, stacje itp.) są własnością firmy ONTRACK, zależnej od nowozelandzkiego rządu. Rada miasta Wellington (ang. Regional Council) utrzymuje, że miesięcznie koleją odbywa się 800,000 przejazdów.
Pociągi kursujące w aglomeracji Wellington są to tzw. zespoły trakcyjne składające się z dwóch do ośmiu wagonów. Większość pociągów ma ok. 20–25 lat, część z nich była odnowiona w latach 90. XX wieku. Wyjątkiem są 70-letnie pociągi kursujące do stacji Johnsonville, Melling i Taita. Pociągi te mają być odnowione w roku 2010.
Władze Wellington planują kupno 35 nowych pociągów elektrycznych skonstruowanych przez firmy Rotem i Mitsui do 2010 roku. Program reformy transportu, ogłoszony przez nowozelandzki rząd w lipcu 2007 roku obejmuje m.in. zbudowanie sieci elektrycznej kolei pasażerskiej do miasta Waikanae, zbudowanie nowych stacji: Lindale i Raumati oraz zbudowanie podwójnych torów na trasie Paekakariki – Pukerua Bay.

## Kolejka elektryczna

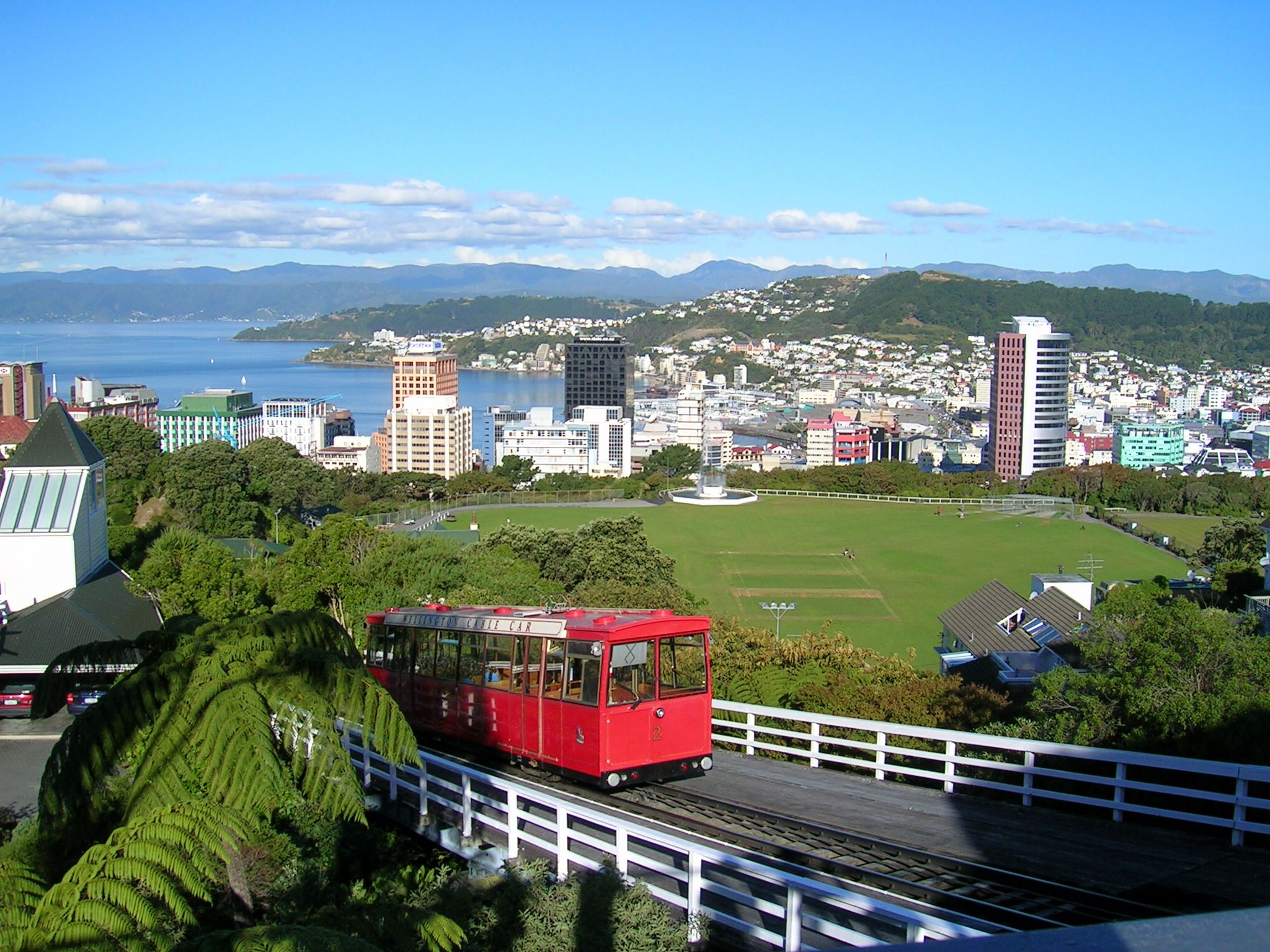
Wellington Cable Car

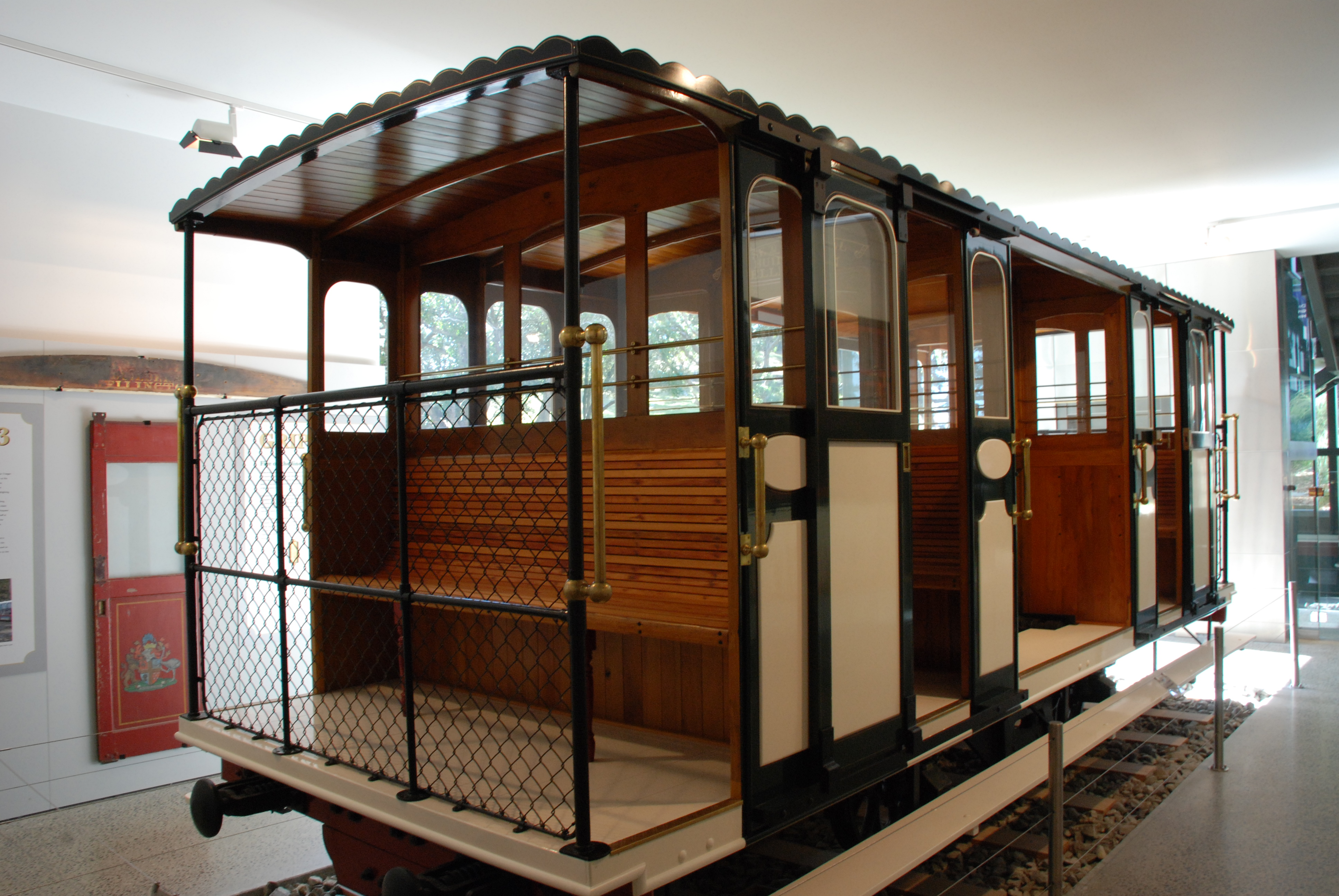
Kolejka elektryczna – model 3, odrestaurowany w 2005 roku

Kolejka elektryczna (ang. The Wellington Cable Car) jest ikoną Wellington. Kolejka przemierza centrum miasta oraz wzgórza dzielnicy Kelburn. Używana jest przede wszystkim przez ludzi podróżujących do pracy w dzielnicy biznesowej, turystów pragnących odwiedzić Ogród Botaniczny Wellington (ang. Wellington Botanic Garden) oraz przez studentów uczących się na Uniwersytecie Wiktorii. Linia ma długość 628 metrów i łączy ulicę Lambton Quay z Kelburn oraz biegnie niemal przez cały czas prosto. Przystanki kolejki to: Cable Car Lane, Upland Road, Clifton, Talavera i Salamanca.
Na system kolejki składają się dwie kabiny, które startują jednocześnie z dwóch przeciwległych końców linii. Przeciętna prędkość kolejki to 18 km/h (5 m/s). Jeden wagonik jest w stanie pomieścić maksymalnie 100 pasażerów (30 miejsc siedzących i 70 stojących). Wagonik bez pasażerów waży ok. 13,5 tony, zaś załadowany ok. 21 t.
Kolejka jest własnością firmy Wellington Cable Car Ltd należącej do Wellington City Council. Firma Wellington Cable Car Ltd jest właścicielem przewodów, na których funkcjonują stołeczne trolejbusy. Sponsorem kolejki do końca I kwartału 2007 roku była australijska firma Transfield Services. Korporacja Wellington Cable Car Ltd jest odpowiedzialna za wszelkie sprawy dotyczące kolejki, m.in. podpisywanie kontraktów sponsorskich, zatrudnianie kierowców, sprzedaż biletów, obsługę klienta.

### Muzeum
Muzeum Kolejki Elektrycznej (ang. Wellington Cable Car Museum) zostało otwarte w grudniu 2000 roku. Zostało usytuowane w oryginalnej dyspozytorni kolejki i zawiera oryginalne kabiny sprzed lat (modele 1 i 3). Model 1 jest pomalowany na czerwono i jest zachowany w oryginalnej stylistyce (model pochodzi z lat 70. XX wieku). Zachowały się również oryginalne tablice reklamowe. Model 3 został odnowiony w 2005 roku (datuje się go na 1905 rok). Do modelu został dodany dzwonek z kabiny Kolejki Elektrycznej z San Francisco (ang. San Francisco Cable Car). W latach 80. model 3 został ulokowany na placu zabaw dla dzieci w pobliżu stacji kolejki elektrycznej Salamanca.

## Tramwaje
W latach 1878–1964 w Wellingtonie kursowały tramwaje. Pierwszą linię otworzono 24 sierpnia 1878 r. Pierwsza linia miała długość 4,5 km i łączyła Lambton Quay i Basin Reserve. Z początku linia tramwajowa była własnością prywatnej firmy, jednak na początku XX wieku prawa do linii zostały wykupione przez władze miasta. W 1904 roku linię rozbudowano o kolejne stacje – Aro Street, Oriental Bay, i Tinakori Road. W ciągu następnych dwóch lat dodane stacje: Newtown, Berhampore, Island Bay, Te Aro, Brooklyn. W 1907 roku wybudowano tunel do Hataitai, przez co możliwe było doprowadzenie linii tramwajowej do Kilbirnie, Miramar i Seatoun. Po 1910 roku rozbudowywanie linii tramwajowej zwolniło. W 1911 roku zbudowano linię łączącą Kilbirnie z Lyall Bay oraz połączono Tinakori Road z Wadestown. Tymczasem linia Karori została przedłużona do Parku Karori (ang. Karori Park). W 1915 roku połączono Newtown z Kilbirnie. W 1929 roku ostatnia linia została ukończona.
Północne przedmieścia Wellingtonu, takie jak Johnsonville i Tawa nie były obsługiwane przez linię tramwajową, natomiast do tych przedmieść docierały pociągi.
Pierwszą linię (Wadestown) zamknięto w 1949 roku, zaś w następnym roku zamknięto stację Oriental Bay. W 1954 zamknięto linię Karori. W 1957 zakończono pracę odcinka od Aro Street do Brooklyn. Budowa portu lotniczego Wellington spowodowała zamknięcie stacji Miramar i Seatoun. 2 maja 1964 roku zamknięto wszystkie stacje i linie tramwajowe. W Wellingtonie funkcjonuje Muzeum Tramwajów (ang. Wellington Tramway Museum) w dzielnicy Paekakariki.

## Promy

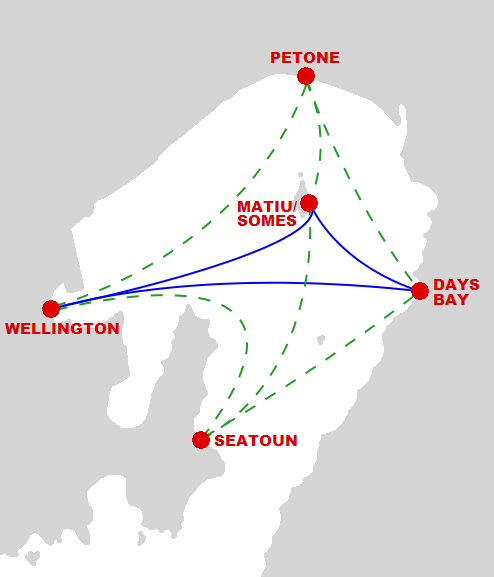
Mapa połączeń

Pomimo tego, że Wellington posiada rozbudowany port morski, jedynie zachodnie i północne wybrzeże jest gęsto zaludnione. Podróż pomiędzy tymi punktami jest często równie szybka za pośrednictwem statku, jak na własnych nogach. Czynniki te spowodowały, że transport promem miał trudne warunki rozwoju. Obecnie dwa promy pasażerskie są obsługiwane przez prywatną firmę East by West. Raz dziennie prom kursuje na trasie: centrum Wellington, Days Bay, wschodnie wybrzeżu portu, pobliże miasta Eastbourne, Seatoun od 3 kwietnia 2008. W weekendy funkcjonuje Harbour Explorer Excursion obsługujący dwie miejscowości Petone i Seatoun. Niektóre kursy mają również postój na wyspie Matiu/Somes. W I poł XX wieku promy docierały również do wybrzeży Miramar i Karaka Bay. Połączenia te zostały anulowane, kiedy zbudowano drogi dostosowane pod samochody na tamtych odcinkach.
Promy łączą również Wyspę Północną z Wyspą Południową (pokonują Cieśninę Cooka). Połączenia te nie są częścią okolicznego systemu transportowego, jednak jako, że operator miejscowy (firma Interislander) jest połączona z firmą obsługującą połączenie Wellington z miastem Picton na Wyspie Południowej (KiwiRail), promy kursują między obiema wyspami Nowej Zelandii.

## Transport dalekobieżny

### Port morski

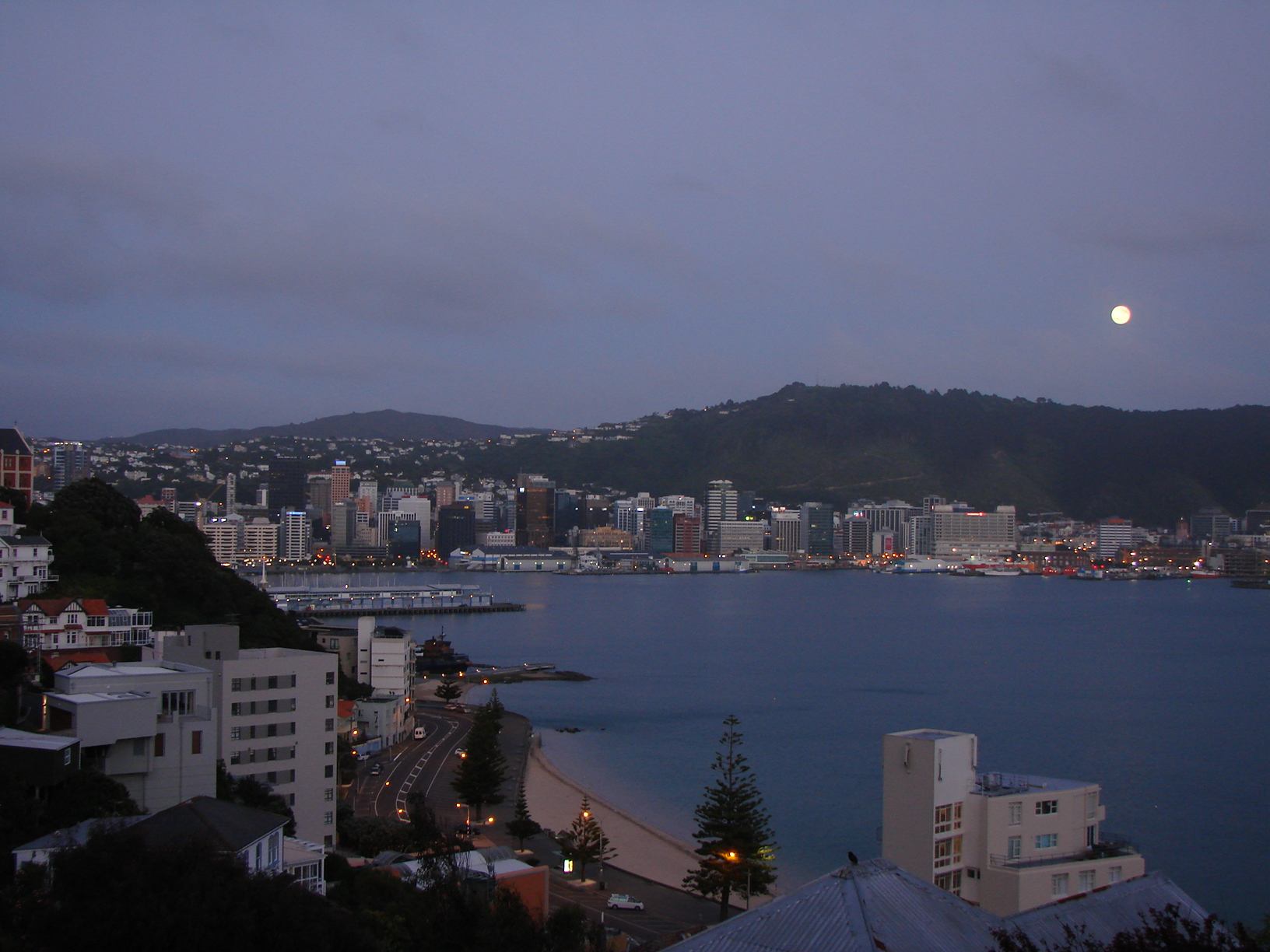
Port morski Wellington

Port morski Wellington to duży naturalny port morski położony na południowym krańcu wyspy północnej Nowej Zelandii w stolicy tego państwa, Wellington. Oficjalna nazwa portu to Port Nicholson. Obecną nazwę (ang. Wellington Harbour) przyjęto w latach 80. XX wieku. Port obsługuje całą Nową Zelandię, przede wszystkim jednak Wyspę Północną. Średnio odnotowuje się ok. 14000 przewozów każdego roku. Promy morskie zaczęły czynnie działać pod koniec XIX wieku i regularnie kursują z Wellington do Picton i Days Bay.

### Transport lotniczy

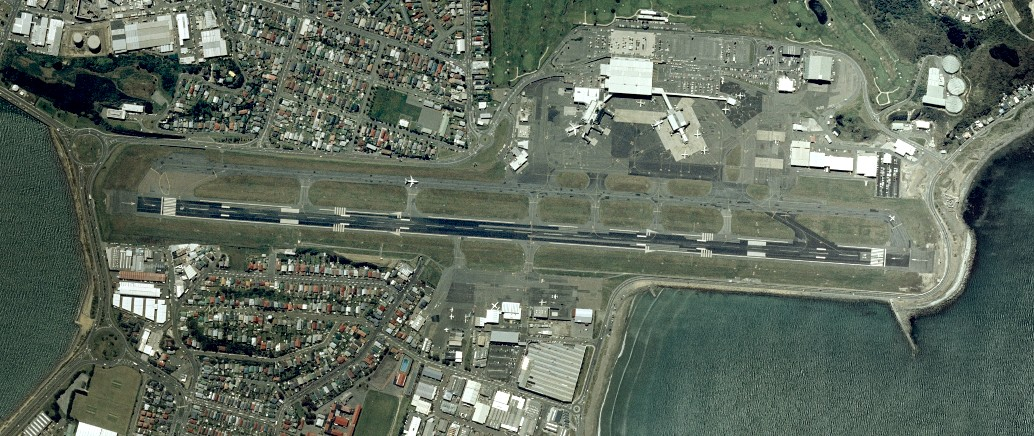
Zdjęcie satelitarne portu lotniczego Wellington

Port lotniczy Wellington (ang.: Wellington International Airport) to międzynarodowe lotnisko położone 7 km na południowy wschód od centrum Wellington. Jest jednym z trzech największych lotnisk w Nowej Zelandii. Zostało otwarte w 1998 i posiada pas startowy o długości 1936 m. 66% udziałów posiada firma Infratil, zaś resztę Wellington City Council. Port obsługuje ok. 5 milionów pasażerów rocznie oraz ponad 100 000 połączeń.

#### Ważniejsze połączenia i linie
- Air New Zealand (Brisbane, Gold Coast [od 1 kwietnia 2008], Melbourne, Sydney)
  - Freedom Air (Gold Coast [od 30 marca 2008])
- Qantas
  - Qantas obsługiwane przez JetConnect (Brisbane, Melbourne, Sydney)
- Virgin Blue
  - Pacific Blue Airlines (Brisbane)